# Begraafplaats van Élouges
De Begraafplaats van Élouges is een gemeentelijke begraafplaats in het Belgische dorp Élouges, een deelgemeente van Dour (provincie Henegouwen). De begraafplaats ligt achter de kerk (Église Saint-Martin) in het dorpscentrum aan de Rue du Commerce. De begraafplaats heeft een langgerekte vorm met aan de noordelijke rand een jongere uitbreiding. Ze wordt omgeven door een bakstenen muur en heeft een dubbel toegangshek tussen betonnen zuilen. 

## Britse oorlogsgraven
Tegen de zuidelijke rand van de begraafplaats ligt een perk met 55 Britse gesneuvelden uit de Eerste Wereldoorlog. Het perk heeft een onregelmatige vorm en aan de oostelijke rand ervan staat het Cross of Sacrifice en een stenen zitbank met het registerkastje. 
Er liggen 38 Britten (waaronder 3 niet geïdentificeerde) begraven. De meeste behoorden bij het Norfolk Regiment. Zij sneuvelden op 24 augustus 1914 en liggen begraven in een voormalige loopgraaf waardoor hun juiste positie niet gekend is. Daarom staat op hun grafzerk de tekst: Buried near this spot. Er liggen 14 Canadezen begraven die sneuvelden op 7 of 8 november 1918 tijdens het geallieerde eindoffensief. 
Onder één grafzerk liggen 3 Duitsers waaronder 1 niet geïdentificeerde. Ernaast ligt het graf van de Franse wachtmeester Louis Quilico die als tolk en verbindingsman was toegevoegd bij de 4th Dragoon Guards.
De graven worden onderhouden door de Commonwealth War Graves Commission en staan er geregistreerd onder Elouges Communal Cemetery.

### Geschiedenis
Op 24 augustus 1914 was het dorp het toneel van hevige gevechten om de Duitse troepen te verhinderen verder door te stoten. Het dorp bleef in hun handen tot het vlak voor de wapenstilstand door Canadese troepen werd heroverd.

### Onderscheiden militairen
- G.T Vincent, compagnie sergeant-majoor bij de Canadian Infantry  en T. Mason, soldaat bij het Cheshire Regiment werden onderscheiden met de Distinguished Conduct Medal (DCM).
- korporaal M.A. Campbell en soldaat Matthew L. Penny, beide van de Canadian Infantry werden onderscheiden met de Military Medal (MM).

### Alias
- soldaat Thomas Tyghe diende onder het alias Thomas Tye bij het Cheshire Regiment.